# Cololejeunea harrisii
Cololejeunea harrisii là một loài Rêu trong họ Lejeuneaceae. Loài này được Pocs mô tả khoa học đầu tiên năm 1975.